# Jung Hyo-jung
Jung Hyo-jung (n. 26 ianuarie 1984, Busan, Coreea de Sud) este o scrimeră sud-coreeană, medaliată olimpică. A participat la 2 ediții ale Jocurilor Olimpice (2008, 2012) în care a câștigat o medalie de argint.